# 吉尔吉斯斯坦国家公园
吉尔吉斯共和国的公立自然公园（俄文：государственных природных парков，以吉尔吉斯斯坦《特别保护自然区域法》中所用术语为准），是该国8类特别保护自然区域的其中一种，由吉尔吉斯斯坦共和国政府公告设立，相当于其他国家和地区的国家公园。迄今吉尔吉斯斯坦共有9处国立自然公园。
迄今吉尔吉斯斯坦总计有87处国家级的特别保护自然区域，包括10处公立严格自然保护区。

## 吉尔吉斯斯坦公立自然公园列表
- 阿拉阿尔查公立自然公园（俄文：Ала-Арча，楚河州）
- 吉尔吉斯阿塔公立自然公园 （俄文：Кыргыз-Ата，奥什州）
- 别什塔什公立自然公园 （俄文：Беш-Таш，塔拉斯州）
- 卡拉索洛公立自然公园（俄文：Кара-Шоро，奥什州）
- 卡拉科尔公立自然公园 （俄文：Каракол，伊塞克湖州）
- 琼克敏公立自然公园 （俄文：Чон-Кемин，楚河州）
- 萨勒昆托尔公立自然公园 （俄文：Салкын-Тор，纳伦州）
- 赛玛鲁乌塔什公立自然公园 （俄文：Саймалуу-Таш，贾拉拉巴德州）
- 萨尔肯特公立自然公园 （俄文：Саркент，巴特肯州）